# 映海丸
|          |                                        |
| 船歴     |                                        |
| 建造所   | 大阪鉄工所桜島                         |
| 起工     |                                        |
| 進水     |                                        |
| 竣工     | 1939年2月27日                          |
| その後   | 1951年6月23日 海上保安庁巡視船から除籍 |
| 主要目   |                                        |
| 総トン数 | 175トン                                |
| 純トン数 |                                        |
| 排水量   | 112トン                                |
| 全長     | 41.2m                                  |
| 幅       | 6m                                     |
| 深さ     |                                        |
| 機関     | ディーゼルエンジン（350PS） 2基        |
| 出力     |                                        |
| 速力     | 14ノット                               |
| 乗員     |                                        |
| 兵装     |                                        |
| 同型船   | 照海丸                                 |

映海丸（えいかいまる）は、日本陸軍の砲艇型強力曳船である。戦後も短期間、国鉄の鉄道連絡船や海上保安庁の巡視船として使用された。同型船は「照海丸」。

## 船歴
同型船「照海丸」とともに大阪鉄工所桜島で建造され、1939年（昭和14年）2月に竣工した。陸軍では「強力曳船」に分類された。曳船とは本来はタグボートのことであるが、日本陸軍の強力曳船には「砲艇型」「救難船型」「砕氷船型」があり、本船が属する砲艇型は護衛用武装小艦艇であった。砲艇型強力曳船は船団泊地の警戒や沿岸・河川の警備を目的として建造された。
太平洋戦争中は陸軍船舶司令部により運用され、日本占領下の東南アジア方面で船団護衛に従事した。
1945年（昭和20年）春、海上駆逐第1大隊新編に伴い、本船は指揮船として配属され、九州 - 朝鮮間航路の直接護衛任務に就いた。
終戦時には瀬戸内海徳山湾の櫛ヶ浜に所在していた。終戦後、徳山湾にいたことから、付近に開設された国鉄仁堀航路用の鉄道連絡船として活用することが考えられ、客船へと改装された。当時国鉄は、同航路の運航を1946年（昭和21年）5月1日に始めたものの船舶不足に悩んでいた。しかし、鉄道連絡船には適さず、すぐに職員養成用の練習船に転用された。
1948年（昭和23年）9月1日に海上保安庁へ移管され、巡視船PB-31「映海丸」として1951年（昭和26年）6月23日まで使われた。